# Затишя
Затишя (на украински: Затишшя) е селище от градски тип в Южна Украйна, Роздилнянски район на Одеска област. Основано е през 1865 година. Населението му е около 3542 души.

## Топографски карти
- Лист от карта L-35-24 Долинское. Мащаб: 1 : 100 000. Укажете датата на издаване/състоянието на местността.
- Лист от карта L-35-36 Вел. Михайловка. Мащаб: 1 : 100 000. Укажете датата на издаване/състоянието на местността.